# Skrajna Niewcyrska Szczerbina
Skrajna Niewcyrska Szczerbina (niem. Vordere Neftzer-Scharte, słow. Predná nefcerská štrbina, węg. Vordere Neftzer-Scharte) – przełęcz w Grani Hrubego w słowackiej części Tatr Wysokich. Przełęcz ta jest drobna i oddziela od siebie Skrajną Niewcyrską Turnię na południowym wschodzie i Zadnią Walową Turnię na północnym zachodzie. Z Niewcyrki jest łatwo dostępna. Z piargów powyżej Teriańskich Ok prowadzi na nią skośnie w lewo płytowy zachód. Na północ spod przełęczy opada stromy kominek, który około 30 m pod przełęczą uchodzi do skośnego zachodu przecinającego ściany Pośredniej i Skrajnej Niewcyrskiej Turni oraz Zadniej Walowej Turni.
W Grani Hrubego znajdują się jeszcze dwie Niewcyrskie Szczerbiny położone bliżej Hrubego Wierchu: Zadnia Niewcyrska Szczerbina i Pośrednia Niewcyrska Szczerbina. Nazwy przełęczy utworzył Witold Henryk Paryski w 8. tomie przewodnika wspinaczkowego. Pochodzą od doliny Niewcyrki, do której opadają południowo-zachodnie stoki Grani Hrubego. Dla taterników dostępne są tylko z grani lub od strony północnej (obecnie Niewcyrka jest obszarem ochrony ścisłej z zakazem wstępu).

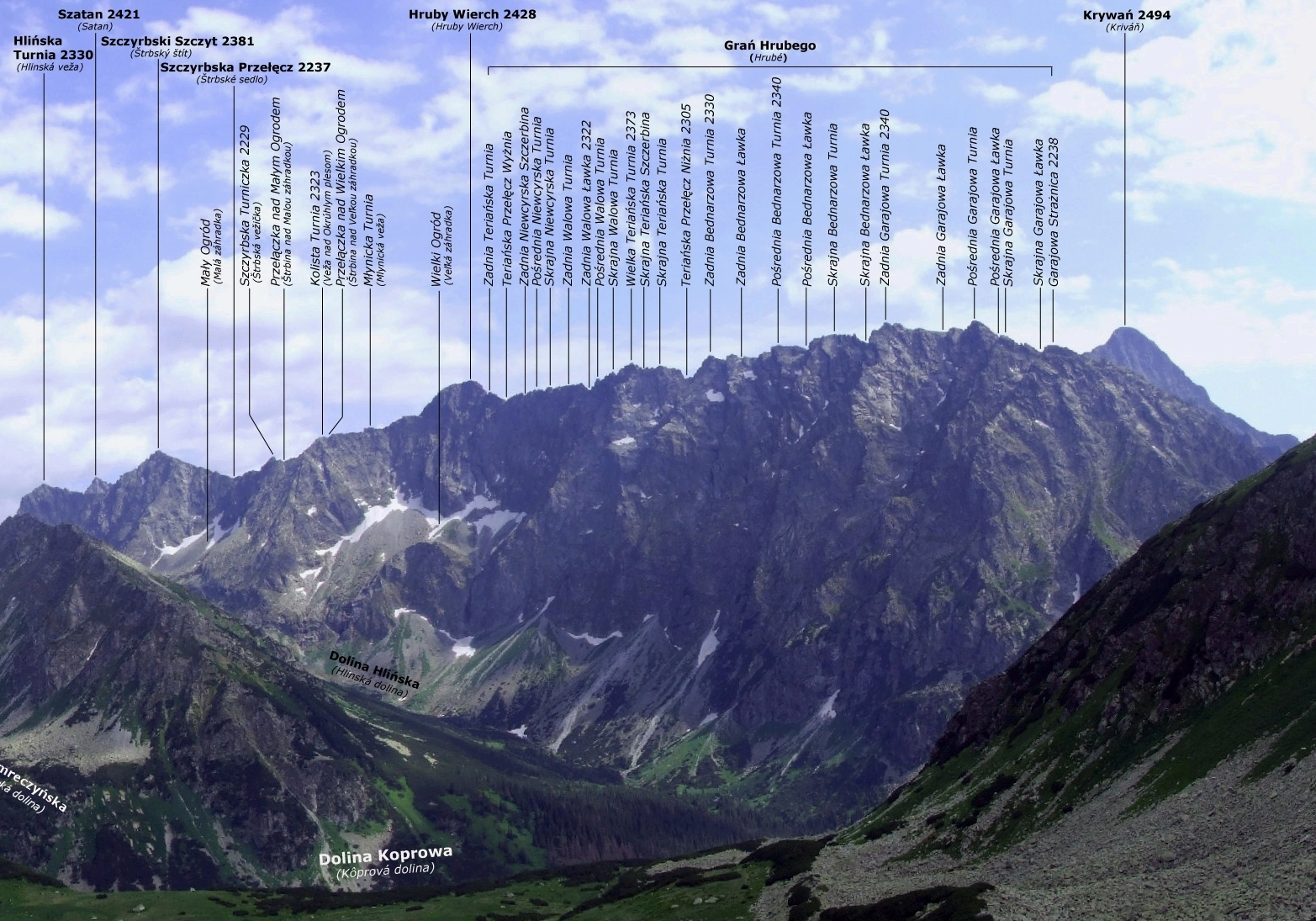
Widok z Zaworów
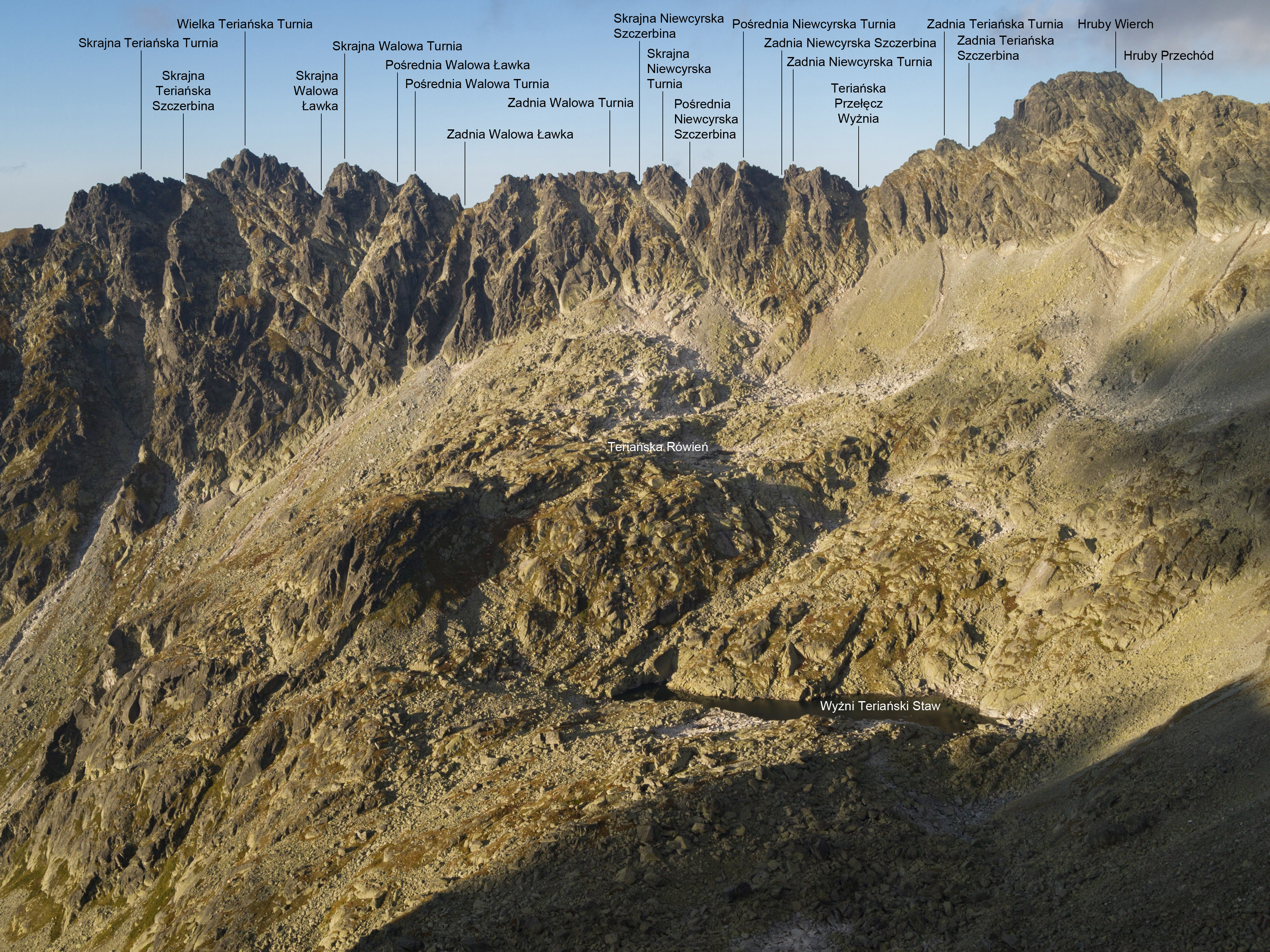
Widok z południowego wschodu
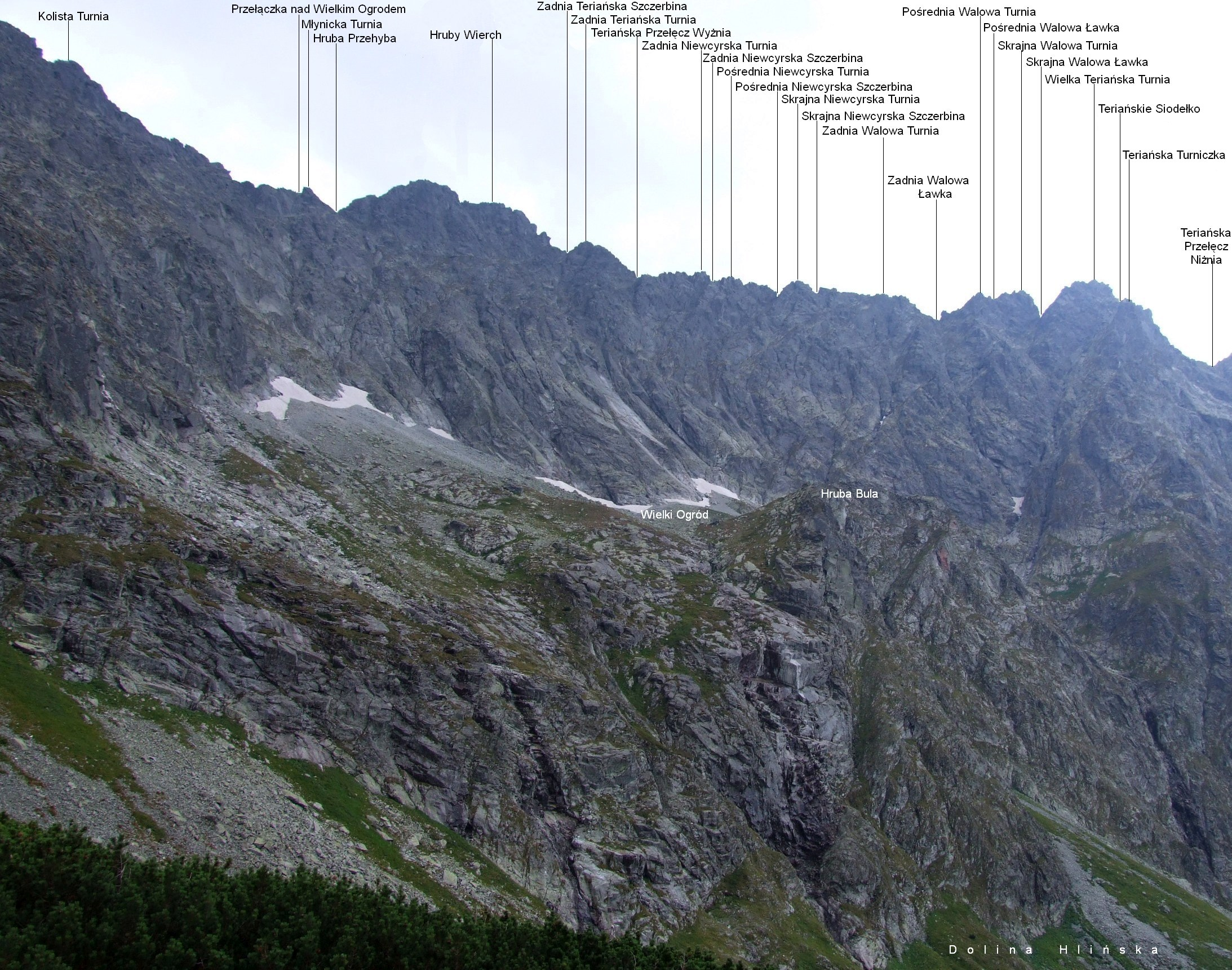
Widok z Doliny Hlińskiej